# Střížov (Vladislav)
Střížov (německy Strzischau, Strischow) je místní část městyse Vladislavi. Rozkládá se asi 1,3 km vzdušnou čarou na jih od Vladislavi. Ve vesnici žije 66 obyvatel.

## Geografická charakteristika
Katastrální území Střížova je protáhlé ve směru severojižním (délka asi 4,5 km, šířka kolísá kolem 1 km), začíná při pravém břehu řeky Jihlavy v nadmořské výšce 390 n. m. a k jihu prudce stoupá. Na východ od obce dosahuje terén 470 m, k jihu se dál zvyšuje a v trati Přeshorní vrcholí ve výšce 496 m n. m. Nadmořská výška zastavěného území obce se pohybuje mezi 450 m n. m. na západě obce při Střížovském potoce a 470 m n. m. na východě obce.
Střížovský potok – pravostranný přítok Jihlavy – přitéká ke Střížovu od Slaviček, své vody však sbírá až u Klučova na západě, proto též někdy Klučovský potok.
S Vladislaví nemá Střížov žádné přímé spojení, vyjma polní cesty. Silniční spojení vede přes Číměř: silnicí č. III/4011 a č. II/401; ve Vladislavi se tato silnice spojuje se silnicí č. I/23. Na Slavičky na jihozápadě a Třebenice na jihu vede silnice č. II/352.

## Historie
Střížov náležel mezi první statky benediktinského kláštera v Třebíči. Byli to právě benediktini, kdo zde podle tradice vybudovali kostel svatého Jiljí.
Střížov míval svou školu. Postavili ji zde roku 1794, roku 1874 ji pak obnovili a rozšířili. Ke Střížovu byly přiškoleny některé okolní obce: Okrašovice a Slavičky.
Začátkem 20. století náležely ke Střížovu i Čermákův mlýn a Kučerův mlýn na řece Jihlavě, třebaže dnes se katastrální území Střížova řeky přímo nedotýká.
V roce 2021 bude Střížov kanalizován a splašky budou odveden do čističky odpadních vod ve Vladislavi.
Střížov býval samostatnou obcí. V letech 1961–1990 náležel k Číměři. Od ní se k 1. srpna 1990 odštěpil a připojil k Vladislavi.
| Rok            | 1869 | 1880 | 1890 | 1900 | 1910 | 1921 | 1930 | 1950 | 1961 | 1970 | 1980 | 1991 | 2001 |
| -------------- | ---- | ---- | ---- | ---- | ---- | ---- | ---- | ---- | ---- | ---- | ---- | ---- | ---- |
| Počet obyvatel | 109  | 116  | 119  | 121  | 129  | 119  | 141  | 111  | 134  | 83   | 66   | 71   | 92   |

## Osobnosti
Významným střížovským rodákem je major Jaroslav Krátký, vyznamenaný in memoriam Řádem Bílého lva. Jeho památce je věnována Alej československých parašutistů. Postupně bylo v několika letech vysázeno 86 stromů, první stromy byly zasazeny v roce 2023. V dubnu roku 2024 bylo přibylo dalších 40 stromů v aleji. Poslední třetí výsadba proběhla v dubnu 2025.

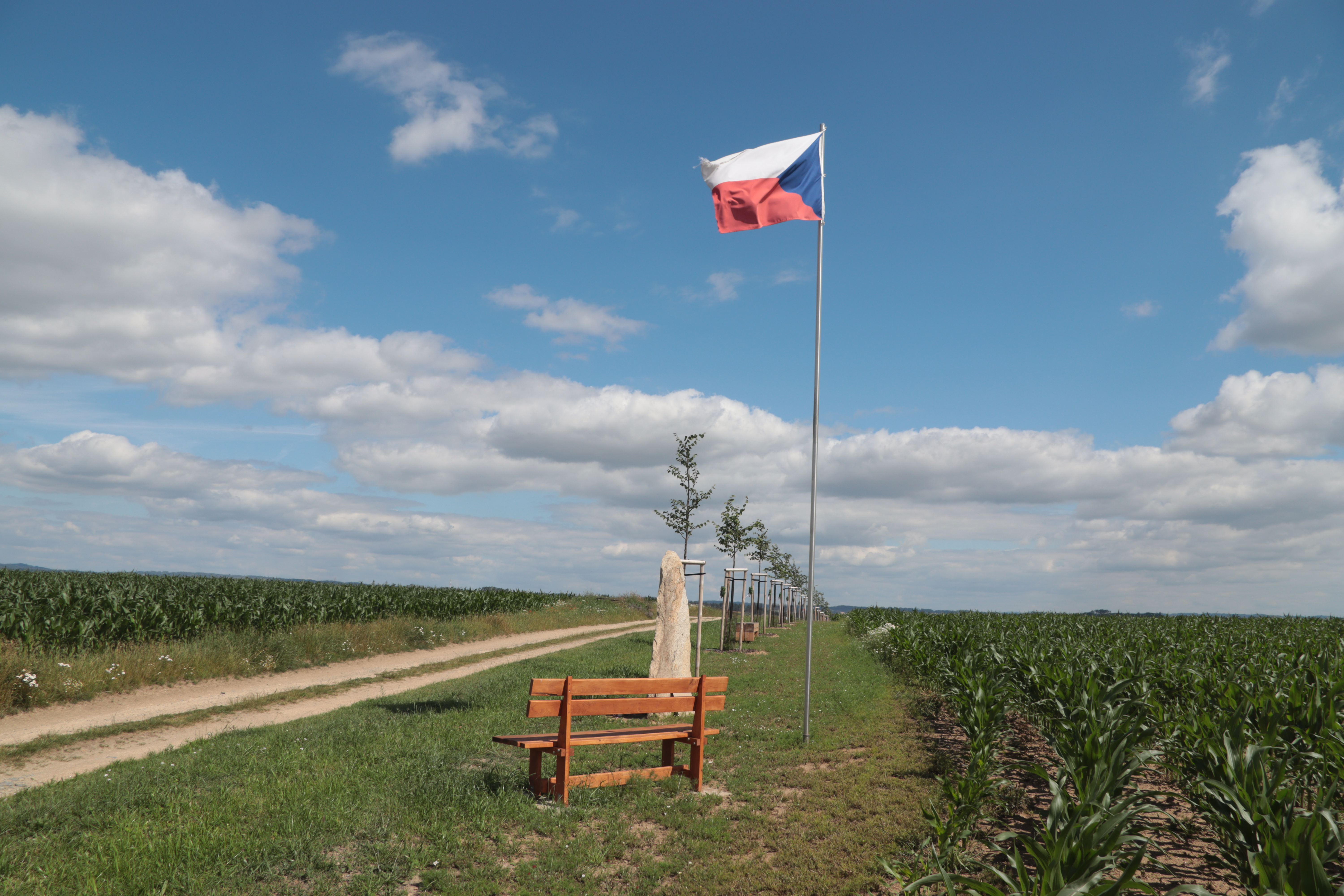
Alej československých parašutistů
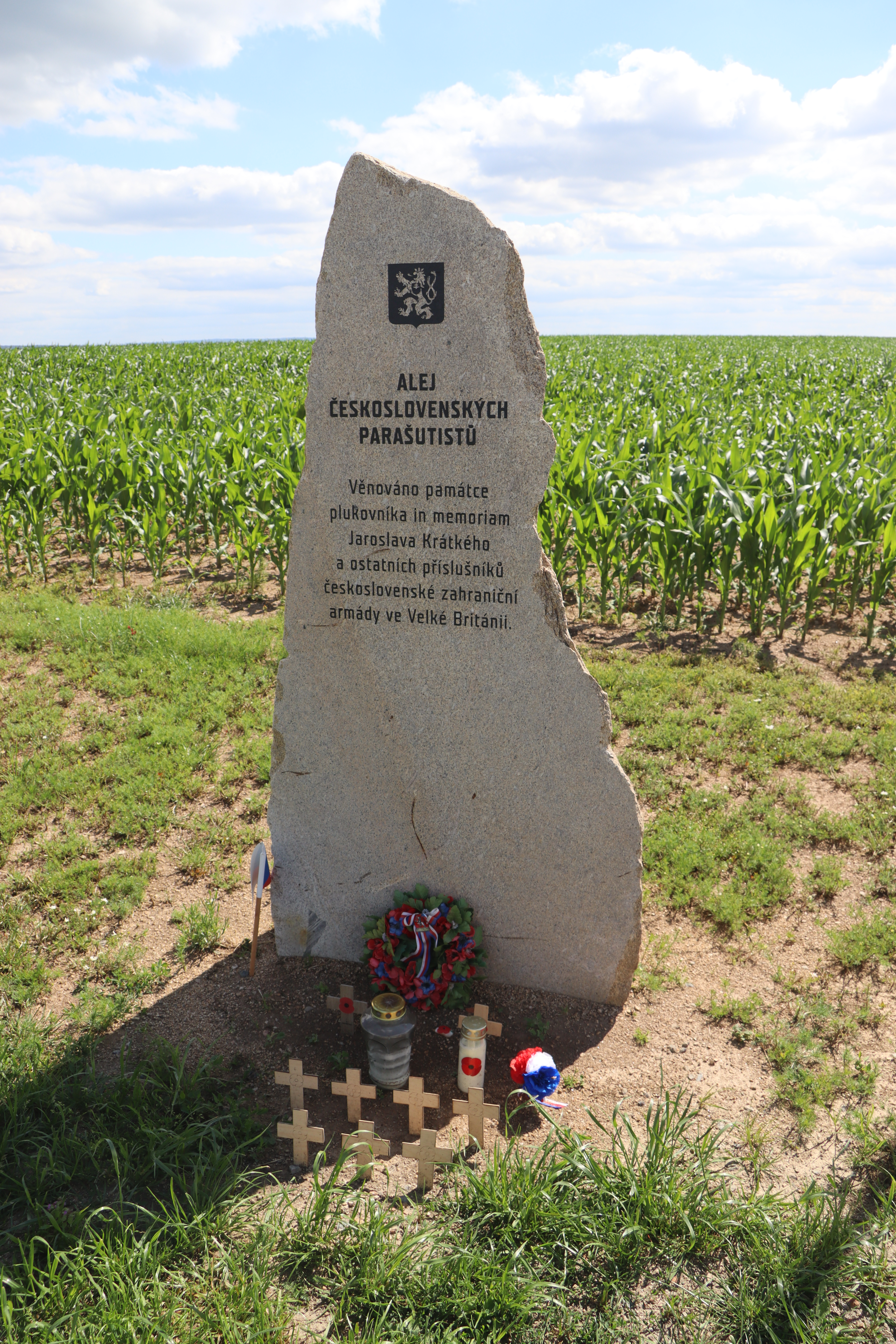
Památník Jaroslava Krátkého a čs. parašutistů v Aleji československých parašutistů
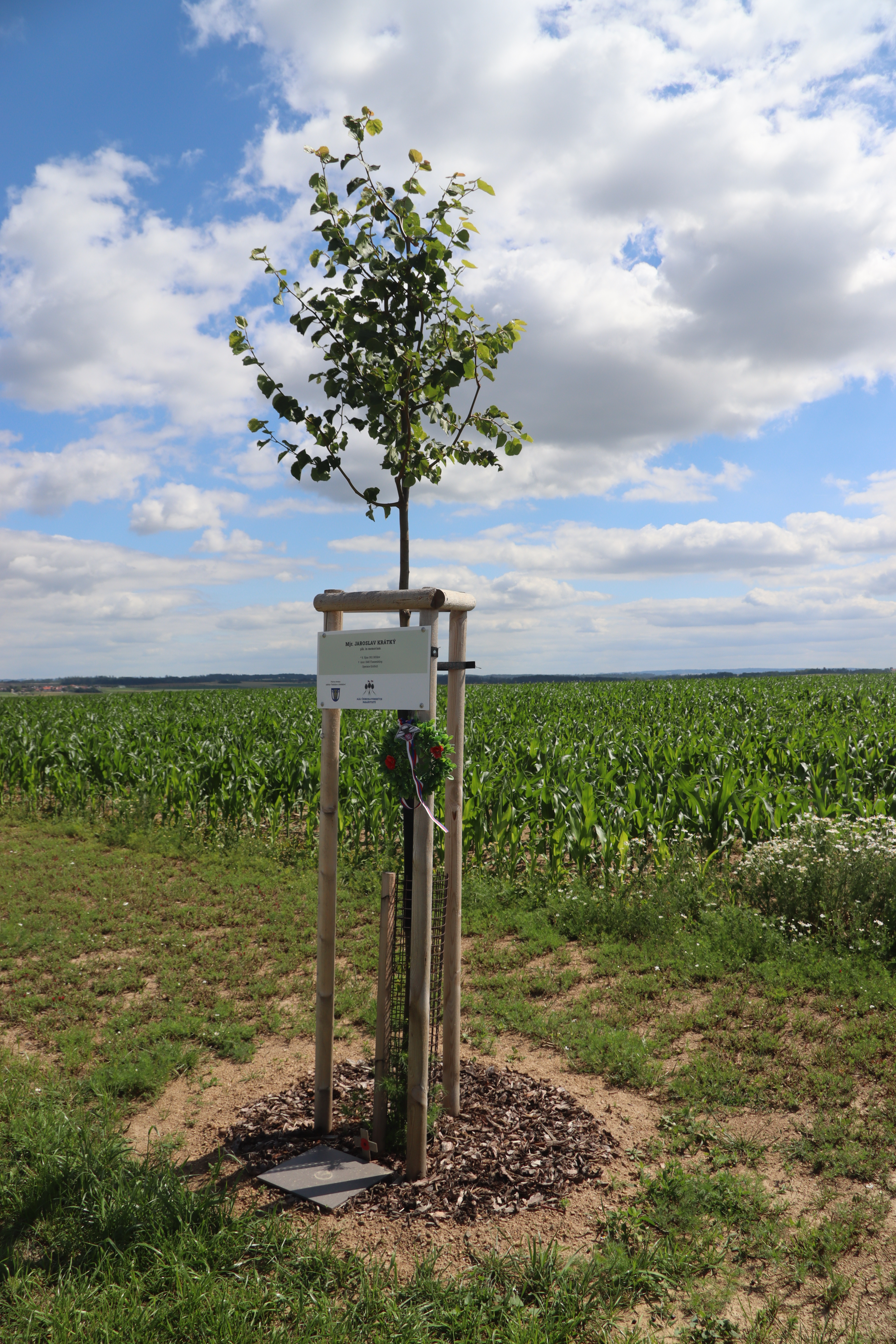
Strom Jaroslava Krátkého v Aleji československých parašutistů